# Schomburg Center for Research in Black Culture
Pour les articles homonymes, voir Schomburg.
Le Schomburg Center for Research in Black Culture est une institution culturelle New-Yorkaise située à Harlem et qui est une succursale de la New York Public Library (Bibliothèque publique de New York).

## Histoire
Son histoire commence en 1925 où s'ouvre un département de la New York Public Library consacré à l'histoire, à la littérature et à l'iconographie des Afro-Américains. Le département prend vie en 1926, grâce à une donation de la Carnegie Corporation of New York (en), et au don d'Arturo Alfonso Schomburg de sa collection personnelle qui comprend 5000 volumes, 3000 manuscrits, 2000 gravures et portraits, des milliers d'articles.
En 1932, Arturo Alfonso Schomburg devient conservateur du département, poste qu'il occupe jusqu'à sa mort en 1938.
La collection s'agrandit progressivement d'année en année.
En 1940, le département prend le nom de Schomburg Collection of Negro Literature, History, and Prints / Collection Schomburg de la littérature, de l'histoire et de la presse noire
Le département prend le nom de Schomburg Center for Research in Black Culture en 1972.
Le 22 septembre 1980, le Centre inaugure ses nouveaux locaux situés au 515 Malcolm X Boulevard avec son entrée principale au 103 West de la 135e Rue à Harlem.
Aujourd'hui, le centre de documentation possède quelque cinq millions de documents.

## Pour approfondir